# Тарасенко Микола Олександрович
Тарасенко Микола Олександрович (нар. 17 грудня 1975, м. Кривий Ріг Дніпропетровської обл.) — український єгиптолог. Доктор історичних наук (2012).

## З біографії
Закінчив Київський інститут «Слов'янський університет» (1999). Від 2002 працює в Інституті сходознавства НАНУ (Київ): від 2021 — в. о. провідного наукового співробітника відділу Близького та Середнього Сходу.
2012 року захистив докторську дисертацію на тему «Давньоєгипетська картина світу в образотворчій традиції Книги мертвих часу Нового царства і Третього перехідного періоду (віньєтки глав 16, 17 і 42)».
Сфера наукових зацікавлень охоплює теми з культури, релігії, міфології та мистецтва стародавнього Єгипту. Займається дослідженням образотворчої та текстової традиції на пам'ятках заупокійного мистецтва Стародавнього Єгипту (папіруси, саркофаги, мумійні бинти тощо), давньоєгипетських артефактів у музеях України.
2022 року був відзначений Премією імені А. Кримського НАНУ.

## Вибрані праці
- Древнеегипетская мифология в изобразительной традиции Книги Мертвых (виньетки глав 16, 17 и 42 в Новом царстве — Третьем переходном периоде). 2009;
- Папирусный свиток на виньетках древнеегипетской Книги мертвых. 2018;
- У пошуках старожитностей з дару хедива. Давньоєгипетські пам'ятники XXI династії в музеях України. 2019;
- Давньоєгипетські статуетки ушебті в зібранні Одеського археологічного музею НАН України. 2021;
- Давньоєгипетські старожитності XXI династії у музеях України. 2024.
- Микола Тарасенко, ред. (2022). Давньоєгипетська література в українських перекладах (укр.). Київ–Харків: Видавець Олександр Савчук. с. 256. ISBN 978-617-7538-89-8.